# Selenocosmia
Selenocosmia là một chi nhện trong họ Theraphosidae.

## Các loài
Chi này gồm các loài:
- Selenocosmia arndsti (Schmidt & von Wirth, 1991)
- Selenocosmia aruana Strand, 1911
- Selenocosmia barensteinerae (Schmidt, 2010)
- Selenocosmia compta Kulczyński, 1911
- Selenocosmia crassipes (L. Koch, 1874)
- Selenocosmia deliana Strand, 1913
- Selenocosmia dichromata (Schmidt & von Wirth, 1992)
- Selenocosmia effera (Simon, 1891)
- Selenocosmia fuliginea (Thorell, 1895)
- Selenocosmia hasselti Simon, 1891
- Selenocosmia hirtipes Strand, 1913
- Selenocosmia honesta Hirst, 1909
- Selenocosmia imbellis (Simon, 1891)
- Selenocosmia insignis (Simon, 1890)
- Selenocosmia insulana Hirst, 1909
- Selenocosmia javanensis (Walckenaer, 1837)
  - Selenocosmia javanensis brachyplectra Kulczyński, 1908
  - Selenocosmia javanensis dolichoplectra Kulczyński, 1908
  - Selenocosmia javanensis fulva Kulczyński, 1908
  - Selenocosmia javanensis sumatrana Strand, 1907
- Selenocosmia jiafu Zhu & Zhang, 2008
- Selenocosmia kovariki (Schmidt & Krause, 1995)
- Selenocosmia kulluensis Chamberlin, 1917
- Selenocosmia lanceolata Hogg, 1914
- Selenocosmia lanipes Ausserer, 1875
- Selenocosmia mittmannae (Barensteiner & Wehinger, 2005)
- Selenocosmia obscura Hirst, 1909
- Selenocosmia orophila (Thorell, 1897)
- Selenocosmia papuana Kulczyński, 1908
- Selenocosmia peerboomi (Schmidt, 1999)
- Selenocosmia pritami Dyal, 1935
- Selenocosmia raciborskii Kulczyński, 1908
- Selenocosmia samarae (Giltay, 1935)
- Selenocosmia similis Kulczyński, 1911
- Selenocosmia stirlingi Hogg, 1901
- Selenocosmia strenua (Thorell, 1881)
- Selenocosmia strubelli Strand, 1913
- Selenocosmia subvulpina Strand, 1907
- Selenocosmia sutherlandi Gravely, 1935
- Selenocosmia tahanensis Abraham, 1924
- Selenocosmia valida (Thorell, 1881)
- Selenocosmia xinhuaensis Zhu & Zhang, 2008
- Selenocosmia xinping Zhu & Zhang, 2008